# Hugo I van Vaudémont
Hugo I van Vaudémont (overleden in 1155) was van 1108 tot aan zijn dood graaf van Vaudémont. Hij behoorde tot het huis Lotharingen.

## Levensloop
Hugo I was de zoon van graaf Gerard I van Vaudémont en Hedwig van Egisheim. In 1108 volgde hij zijn vader op als graaf van Vaudémont. In deze functie stichtte hij de Abdij van Ferrières en in 1140 de Abdij van Flabémont. Voor het overige is er van zijn bewind over Vaudémont niets verder geweten.
In 1147 nam hij als lid van het gevolg van koning Lodewijk VII van Frankrijk deel aan de Tweede Kruistocht. Omdat hij in 1149 niet met de koning terugkeerde naar zijn thuisland, werd hij als overleden beschouwd. In 1153 dook Hugo terug op in Vaudémont, waarna hij het graafschap Vaudémont verder bestuurde tot aan zijn overlijden in 1155.
Een 12e-eeuwse sculptuur gemaakt in de Franciscuskerk van Nancy en die een oude kruisvaarder in de armen van zijn echtgenote voorstelt, wordt aan Hugo I van Vaudémont toegeschreven. Een afgietsel van de sculptuur wordt bewaard in het Historisch Museum van Lotharingen, dat zich eveneens in Nancy bevindt.

## Huwelijk en nakomelingen
Hugo I huwde in 1130 met Aigeline (overleden na 1167), dochter van hertog Hugo II van Bourgondië. Ze kregen volgende kinderen:
- Gerard II (overleden in 1188), graaf van Vaudémont
- Ulrich (overleden in 1166), heer van Deuilly
- Odo (overleden in 1198), bisschop van Toul
- Hugo, kanunnik in Toul
- Reinoud (overleden rond 1180)